# باژی
باژی (به مجاری: Bazsi) یک شهرداری در مجارستان است که در وسپرم واقع شده‌است. باژی ۹٫۱ کیلومتر مربع مساحت و ۴۶۰ نفر جمعیت دارد.